# Sinfonía n.º 1 (Bernstein)

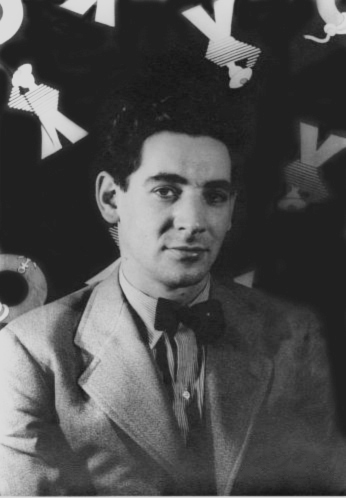
Bernstein en 1944.

La Sinfonía n.º 1, también conocida como Jeremías o en inglés Jeremiah, fue compuesta para mezzosoprano y orquesta por Leonard Bernstein en 1942. La obra está dedicada a Samuel Joseph Bernstein, el padre del compositor.

## Historia

### Composición
La composición se desarrolló desde el verano de 1939 con el primer borrador hasta el 31 de diciembre de 1942. Constituye la primera incursión del maestro estadounidense en el terreno de la composición orquestal a gran escala. Según el propio compositor en las notas al programa del estreno, la obra comenzó como un único movimiento, Lamentation (Lamentación), para soprano y orquesta, esbozado en el verano de 1939. Este primer borrador permaneció olvidado en un cajón dos años. En la primavera de 1942 en que empezó a escribir el primer movimiento y se dio cuenta de que este inicio junto con el Scherzo que había planeado escribir después concordaban con Lamentation. Esta fue la génesis de la sinfonía en su forma definitiva, introduciendo grandes cambios en Lamentation y sustituyendo la voz de soprano por la de mezzosoprano. La finalización de los dos primeros movimientos se llevó a cabo en medio de una frenética actividad, ya que Bernstein esperaba terminar la obra a tiempo para presentarla a un concurso patrocinado por el Conservatorio de Música de Nueva Inglaterra en el que Serguéi Kusevitski iba a ser el juez principal. La biógrafa Meryle Secrest detalla la frenética escena que acompañó a la finalización de la obra en el último momento:

«Se dedicó de lleno al proyecto, terminando la partitura para piano en diez días: ..... [La orquestación] le llevó tres días y tres noches, trabajando sin descanso. Aun así, era demasiado tarde para enviar el manuscrito por correo y cumplir el plazo del concurso, el 31 de diciembre de 1942. Fiel a su estilo, Bernstein se subió a un tren con destino a Boston y entregó su obra en persona, apenas dos horas antes de medianoche.»

### Estreno
El estreno se celebró el 28 de enero de 1944 en la Mezquita Siria de Pittsburgh con la interpretación de la Orquesta Sinfónica de Pittsburgh bajo la batuta del propio compositor. La voz solista fue Jennie Tourel. El 29 de marzo de 1944 se interpretó en el Carnegie Hall de Nueva York, de nuevo con Tourel como solista.

## Instrumentación
La partitura está escrita para una mezzosoprano y una orquesta formada por:
- Viento madera: 2 flautas, 1 flautín, 2 oboes, 1 corno inglés, 1 clarinete en mi bemol (doblando a clarinete bajo), 2 clarinetes, 2 fagotes, 1 contrafagot.
- Viento metal: 4 trompas, 3 trompetas, 3 trombones, 1 tuba.
- Percusión: timbales, bombo, caja, platillos, triángulo, caja china, maracas.
- Teclado: piano.
- Cuerda: una sección de cuerdas con violines I y II, violas, violonchelos y contrabajos.
- Voces: mezzosoprano.

## Estructura y análisis
La sinfonía consta de tres movimientos:
- I. Prophecy. Largamente, 5
4 & 4
4
- II. Profanation. Vivace con brio, 6
8 & 8
8 & 7
8
- III. Lamentation. Lento, 3
4 & 2
4 & 4
4

La interpretación de esta obra dura aproximadamente 25 minutos. Aunque está concebida en la forma tradicional de una sinfonía de varios movimientos, Bernstein altera y amplía enormemente el contexto más habitual de cada movimiento en relación con toda la obra. Se trata de una pieza programática, aunque no literal, que sigue la historia bíblica del profeta Jeremías. En las notas al programa para el estreno el compositor plasmó lo que quería expresar con cada movimiento:
- Prophecy solamente pretende equiparar en sentimiento la intensidad de las súplicas del profeta a su pueblo.
- Profanation trata de dar una sensación general de la destrucción y el caos provocados por la corrupción pagana en el seno tanto del sacerdocio como del pueblo.
- Lamentation es una puesta en escena de un texto poético y se trata naturalmente de una concepción más literaria. Es el llanto de Jeremías, mientras llora a su amada Jerusalén, arruinada, saqueada y deshonrada tras sus desesperados esfuerzos por salvarla.

### I.Prophecy
El primer movimiento se titula Prophecy (Profecía), lleva la indicación de tempo Largamente y el compás va alternando 5/4 y 4/4. Es una oscura y sombría evocación de la advertencia del profeta Jeremías sobre la destrucción de Jerusalén y su templo. El tema inicial deriva de la liturgia del Yamim Noraim, escuchada por primera vez como parte de las oraciones de la Amidá (oración de pie) o las dieciocho bendiciones. Esta recopilación de bendiciones arregladas se recita en todos los servicios, Sabbat u otras fiestas, con interpolaciones variables y probablemente constituye la segunda oración más importante del judaísmo después del credo monoteísta Shemá Israel (Escucha Israel). Este tema sustenta el progreso de todo el movimiento.

### II.Profanation
El segundo movimiento se titula Profanation (Profanación), lleva la indicación Vivace con brio y el compás alterna 6/8 con 8/8 subdividido en tres pulsos de 2+3+3 corcheas y con 7/8 subdividido en tres pulsos 3+1+3. Se trata de un Scherzo de métrica irregular, que está en constante cambio para representar el caos que acompañó a la destrucción del templo. El material temático está basado en motivos de cantilena empleados durante el canto de la Biblia durante el Sabbat, en especial la Haftara o parte conclusiva. Los motivos son de sobra conocidos por aquellos que cantan pasajes bíblicos como preparación al Bar Mitzvá.

### III.Lamentation
El tercer y último movimiento se titula Lamentation (Lamentación), va marcado Lento y el compás alterna entre 3/4, 2/4 y 4/4. En el Finale la orquesta acompaña a una mezzosoprano solista que canta pasajes extraídos del Libro de las Lamentaciones de la Biblia hebrea. El propósito es reflexionar sobre la desaparición de Jerusalén. El compositor cita aquí una cadencia litúrgica constituida por una secuencia de motivos derivados de las kinnot (elegías) cantadas en Tisha b'Av, que es el noveno día del mes de Av. Estas kinnot se cantan también con textos del Libro de las Lamentaciones de Jeremías para lamentarse por el templo destruido. El maestro emplea los motivos cantados al estilo de las comunidades judías Asquenazí. Otros recursos utilizados son los modos penitenciales así como la improvisación libre cantoral. En la conclusión reaparece el tema Amidá del primer movimiento para indicar que la profecía se ha cumplido.

## Texto
| Texto original en hebreo | Traducción |
| --- | --- |
| Lamentaciones 1:1–3 1 אֵיכָ֣ה׀ יָשְׁבָ֣ה בָדָ֗ד הָעִיר֙ רַבָּ֣תִי עָ֔ם הָיְתָ֖ה כְּאַלְמָנָ֑ה רַבָּ֣תִי בַגּוֹיִ֗ם שָׂרָ֙תִי֙ בַּמְּדִינ֔וֹת הָיְתָ֖ה לָמַֽס׃ ס 2 בָּכ֨וֹ תִבְכֶּ֜ה בַּלַּ֗יְלָה וְדִמְעָתָהּ֙ עַ֣ל לֶֽחֱיָ֔הּ אֵֽין־לָ֥הּ מְנַחֵ֖ם מִכָּל־אֹהֲבֶ֑יהָ כָּל־רֵעֶ֙יהָ֙ בָּ֣גְדוּ בָ֔הּ הָ֥יוּ לָ֖הּ לְאֹיְבִֽים׃ ס 3 גָּֽלְתָ֨ה יְהוּדָ֤ה מֵעֹ֙נִי֙ וּמֵרֹ֣ב עֲבֹדָ֔ה הִ֚יא יָשְׁבָ֣ה בַגּוֹיִ֔ם לֹ֥א מָצְאָ֖ה מָנ֑וֹחַ כָּל־רֹדְפֶ֥יהָ הִשִּׂיג֖וּהָ בֵּ֥ין הַמְּצָרִֽים׃ ס | Lamentaciones 1:1–3 1 ¡Cuán solitaria ha quedado la ciudad antes llena de gente! ¡Tiene apariencia de viuda la ciudad capital de los pueblos! ¡Sometida está a trabajos forzados la princesa de los reinos! 2 Se ahoga en llanto por las noches; lágrimas corren por sus mejillas. De entre todos sus amantes no hay uno que la consuele. Todos sus amigos la han traicionado; se han vuelto sus enemigos. 3 A más de sufrimientos y duros trabajos, Judá sufre ahora el cautiverio. La que antes reinaba entre los pueblos, ahora no encuentra reposo. Los que la perseguían, la alcanzaron y la pusieron en aprietos. |
| Lamentaciones 1:8 8 חֵ֤טְא חָֽטְאָה֙ יְר֣וּשָׁלִַ֔ם עַל־כֵּ֖ן לְנִידָ֣ה הָיָ֑תָה כָּֽל־מְכַבְּדֶ֤יהָ הִזִּיל֙וּהָ֙ כִּי־רָא֣וּ עֶרְוָתָ֔הּ גַּם־הִ֥יא נֶאֶנְחָ֖ה וַתָּ֥שָׁב אָחֽוֹר׃ ס | Lamentaciones 1:8 8 Jerusalén ha pecado tanto que se ha hecho digna de desprecio. Los que antes la honraban, ahora la desprecian, porque han visto su desnudez. Por eso está llorando, y avergonzada vuelve la espalda. |
| Lamentaciones 4:14–15 14 נָע֤וּ עִוְרִים֙ בַּֽחוּצ֔וֹת נְגֹֽאֲל֖וּ בַּדָּ֑ם בְּלֹ֣א יֽוּכְל֔וּ יִגְּע֖וּ בִּלְבֻשֵׁיהֶֽם׃ ס 15 ס֣וּרוּ טָמֵ֞א קָ֣רְאוּ לָ֗מוֹ ס֤וּרוּ ס֙וּרוּ֙ אַל־תִּגָּ֔עוּ כִּ֥י נָצ֖וּ גַּם־נָ֑עוּ אָֽמְרוּ֙ בַּגּוֹיִ֔ם לֹ֥א יוֹסִ֖יפוּ לָגֽוּר׃ ס | Lamentaciones 4:14–15 14 Caminan inseguros, como ciegos, por las calles de la ciudad; tan sucios están de sangre que nadie se atreve a tocarles la ropa. 15 «¡Apártense, apártense —les gritan—; son gente impura, no los toquen!» «Son vagabundos en fuga —dicen los paganos—, no pueden seguir viviendo aquí.» |
| Lamentaciones 5:20–21 20 לָ֤מָּה לָנֶ֙צַח֙ תִּשְׁכָּחֵ֔נוּ תַּֽעַזְבֵ֖נוּ לְאֹ֥רֶךְ יָמִֽים׃ 21 הֲשִׁיבֵ֨נוּ יְהוָ֤ה׀ אֵלֶ֙יךָ֙ ׳וְנָשׁוּב׳ ״וְֽנָשׁ֔וּבָה״ חַדֵּ֥שׁ יָמֵ֖ינוּ כְּקֶֽדֶם׃ | Lamentaciones 5:20–21 20 ¿Por qué has de olvidarnos para siempre? ¿Por qué has de abandonarnos tanto tiempo? 21 ¡Haznos volver a ti, Señor, y volveremos! ¡Haz que nuestra vida sea otra vez lo que antes fue! |

## Recepción de la obra
La sinfonía no ganó el premio del Conservatorio de Nueva Inglaterra, pero fue seleccionada por el Círculo de Críticos de Nueva York como la mejor obra orquestal escrita por un estadounidense en la temporada 1943-1944.
Durante el centenario de Leonard Bernstein sus tres sinfonías experimentaron un notable aumento de interpretaciones: la Sinfonía Jeremiah fue interpretada en 96 ocasiones por 56 orquestas de 23 países de Asia, Australia, Europa y América del Norte y del Sur, y contó con la participación de 33 mezzosopranos. Entre las principales orquestas que defendieron las tres sinfonías durante el Centenario figuran la Filarmónica de Nueva York, la Orquesta Sinfónica de Shanghai, la Real Orquesta Sinfónica de Sevilla y la Orquesta de la Academia Nacional de Santa Cecilia. La grabación de las sinfonías por parte de esta última, bajo la dirección de Antonio Pappano, fue aclamada por la crítica.

## Adaptaciones
Frank Bencriscutto realizó una transcripción del movimiento Profanation para banda sinfónica.
Mike Lebrias transcribió la sinfonía completa para conjunto de viento mientras era estudiante de doctorado y se estrenó en octubre de 2023.

## Discografía selecta
La primera grabación fue realizada en febrero de 1945 con Bernstein al frente de la Sinfónica de San Luis y la solista Nan Merriman en disco de 78 RPM para RCA. Desde la grabación inicial se hicieron otras dos y no fue grabada por nadie más hasta después de la muerte del compositor. Desde entonces ha sido registrada por varios directores, entre ellos Slatkin (dos veces), Judd, Alsop, Dudamel y Pappano. El movimiento Lamentation también se ha grabado como obra independiente.
- 1945 – Nan Merriman, Leonard Bernstein, Orquesta Sinfónica de San Luis (RCA Victor Red Seal DM 1026).[9]
- 1962 – Jennie Tourel, Leonard Bernstein, Orquesta Filarmónica de Nueva York (Columbia Masterworks MS 6303; CBS SBRG 72399 en estéreo).
- 1977 – Christa Ludwig, Leonard Bernstein, Orquesta Filarmónica de Israel (DG 2530 968 en LP/CD; DVD). En vivo en el Festival de Berlín.
- 1993 – Nan Merriman, Leonard Slatkin, Orquesta Sinfónica de San Luis (RCA Victor Red Seal).
- 2001 – Michelle DeYoung, Leonard Slatkin, Orquesta Sinfónica de la BBC (Chandos CHAN 9889).
- 2004 – Helen Medlyn, James Judd, Orquesta Sinfónica de Nueva Zelanda (Naxos 8.559100).
- 2005 – Lamentation. Nancy Maultsby, Robert Spano, Orquesta Sinfónica de Atlanta (Telarc CD-80638).
- 2011 – Kelley O'Connor, Gustavo Dudamel, Orquesta Filarmónica de Los Ángeles (DG DDD 0289 477 9457 8 GHD).
- 2016 – Jennifer Johnson Cano, Marin Alsop, Orquesta Sinfónica de Baltimore (Naxos 8.559790).
- 2018 – The 3 Symphonies. Marie-Nicole Lemieux, Antonio Pappano, Academia Nacional de Santa Cecilia (Warner Classics 0190295661588; 2CD).